# Установка ізомеризації в Мумбаї
Установка ізомеризації в Мумбаї — складова частина нафтопереробного майданчику, розташованого у промисловій зоні на сході агломерації індійського міста Мумбаї та належить компанії Bharat Petroleum Corporation Limited.
Установка, що стала до ладу в 2017 році, має річну потужність на рівні 680 тисяч тонн. Як сировину використовують пентан-гексанову фракцію, тоді як цільовими продуктами виступають харчовий гексан та ізомеризат з октановим числом не менш ніж 84. Технологічний процес включає рецикл н-гексану та блок гідрогенізації бензолу у фракції харчового гексану (варто відзначити, що вміст бензолу в сировині досягає 8—10 %, тоді як його вміст у харчовому гексані не повинен перевищувати 0,0003 %). Також можливе використання режиму з рециклом слабко-розгалуджених гексанів та продукуванням ізомеризату з октановим числом 88.
Під час реалізації проєкту частково використали наявне обладнання установок гідроочистки та каталітичного риформінгу.
Установка ізомеризації спроєктована за ліцензією російської компанії «НПП Нефтехим» та використовує технологію «Ізомалк-2».

## = Примітки
1. ↑  О вводе в эксплуатацию установки изомеризации «Изомалк-2» в Индии | ООО «НПП НЕФТЕХИМ». nefthim.ru. Процитовано 22 березня 2024.

=